# Héctor Berra
Héctor Berra Parini (* 23. September 1909 in Buenos Aires; † 4. November 1977) war ein argentinischer Weitspringer, Sprinter, Kugelstoßer und Zehnkämpfer.
Bei den Leichtathletik-Südamerikameisterschaften siegte er 1929 in Lima im Zehnkampf. 1931 in Buenos Aires verteidigte er seinen Titel im Zehnkampf und siegte im Weitsprung.
1932 wurde er bei den Olympischen Spielen in Los Angeles Siebter im Weitsprung. Über 100 m schied er im Vorlauf aus, und im Zehnkampf gab er nach der zweiten Disziplin auf.
Danach verteidigte er bei den Südamerikameisterschaften 1933 in Montevideo seinen Titel im Weitsprung und gewann 1937 in São Paulo Silber im Kugelstoßen.

## Persönliche Bestleistungen
- Weitsprung: 7,31 m, 1932
- Zehnkampf: 7064,980 Punkte, 5. Mai 1931, Buenos Aires